# 超元氣3姊妹
《超元氣3姊妹》是樱井纪雄的日本漫畫作品。
在《周刊少年Champion》（秋田书店）连载，从2006年的第15号到2011年的第19号。自2011年第20号起暂停很长时间，从2012年第35号起恢复连载。连载至2012年第39号，『別冊少年Champion』（同社刊）移籍，并从2012年10月号到2017年9月号连载。
由此改编的第一期電視動畫在2010年7月到10月播放，第二期动画《超元氣3姊妹 增量中！》于2011年1月开始播放。

## 摘要
描述圍繞在「全日本最不像的」三胞胎姐妹三葉、雙葉、一葉的日常故事，三人都是小學六年級生。黃色笑話式的劇情是最大特色。
每一話的單位是「第×卵性」，各話標題常惡搞其他ACGN作品名稱。

## 登場人物

### 丸井家三姊妹
本作品的主角群兼單行本各集「唯三」封面人物，居住在埼玉縣上尾市，都是11歲、雙魚座，就讀上尾市立鴨橋小学6年3組。
丸井三葉（聲：高垣彩陽（日本）；巫玉羚（台灣））
性格超S的長女。很在意自己的體型，所以常常會減肥。雖然性格超S，但是對於小動物之類的還是會不忍心去傷害。繪畫天份極度的爛。蠻會替別人著想的，只不過被點出來時會以傲嬌性格回應。小時後很天真純潔，不像現在有著超S性格、無差別的討厭父親。喜歡穿印有小動物圖案的內褲。對吃很執著，常被一葉蔑稱「母豬」，比一葉胖。常被杉崎當成變態。力氣非常的小，在玩躲避球時投擲出去的球輕鬆被人接到。三姐妹中，發燒時，唯一不會變得不一樣。是那種嘴巴說不要、但實際上還是會幫忙的人。在動畫第一季第13集中，因為抽獎活動而拿到2張遊樂園的票，原本很想去，但聽到一葉說也要去，就說跟杉崎有約，把機會讓給一葉（實際上1張票可讓2個人進場）；由此可見三葉是個很會替人著想的人。
在動畫第二季第5集中有量體重，體重為42.5公斤。看到一葉利用栗山老師犯傻來讓身高紀錄得比實際高（漫畫、動畫皆同），於是也想利用這點讓實際體重紀錄比原本輕，栗山老師卻看得比原本重很多。
是個非常珍惜東西的孩子。
在動畫第2季比第1季來得更常吃東西，出場時幾乎都在吃東西。
非常怕熱，一到夏天會流許多汗，汗水太多使冷氣遙控器壞掉，熱過頭腦子會變得不正常。
在動畫第2季舉行人體冰壺遊戲時，因為太重的關係，撞到她的人都被彈開，非常擋路；但是後來因為她堆滿脂肪的肚子以及一葉柔軟的臉頰的反作用力，撞開佐藤後讓女生贏得比賽，不過也因此嘔吐。
運動神經極爛，跑步是用小跑跑步（因為太肥了跑不動）。
丸井雙葉（聲：明坂聰美（日本）；黃珽筠（台灣））
性格天真活潑，運動神經超群，力氣之大連父親都能輕鬆舉起，是個喜歡爸爸的天真孩子。曾經毫不在意的說著「把青蛙的皮活剝，當成誘餌，可以釣到很多螯蝦」的話。對於女性的胸部十分認真，做出來以及畫出來的胸部成品完美到超越藝術家，甚至還帶點色情感。校長曾在美術課看到雙葉所畫的胸部，之後把雙葉所畫的胸部張貼到走廊上展覽。光靠目測就能判斷胸圍，精確到胸圍小數點後2位。比一葉胖。發燒時，會產生一葉的恐怖氣場，也因為這樣被黃金鼠「乳頭」誤以為是一葉。
在體育祭時，會裝成班上的女同學參加比賽。也因此被稱作「雙葉的COSPLAY大會」。
丸井一葉（聲：戶松遙（日本）；鄭可欣（台灣））
性格陰暗，处事冷靜，有嚴重的懼高症，看到血會暈倒。由于不坦率，经常造成误会。丸井家的日常家务、烹饪都是由她完成。非常熱愛H書刊，常常把H書刊帶到學校看。喜歡特攝節目，喜歡“正氣戰隊-全力特攻隊”。被松岡誤以為有靈媒體質。很討厭游泳，也不擅長游泳，游泳時會把頭髮綁成馬尾。小時候很天真純潔，不像現在陰暗低沉的個性。很喜歡導師矢部在學校養的黃金鼠「乳頭」，非常照顧牠。曾因為乳頭喜歡上三葉的黃金鼠圖案內褲，而大發醋勁，宣示要剪碎三葉的內褲。在抑鬱的時候喜歡躲到矢部老師的桌下。
發燒時會變成美少女，平常的恐怖氣場會消失、轉而變成美少女氣場，十分柔弱動人，臉頰泛著紅暈，全身散發著點點光輝，令人著迷，讓佐藤等班上男生驚豔不已，但是聽到千葉的發言十分不滿。被佐藤評論為「感冒真是恐怖的東西」。讓雙葉和三葉一看就知道她非常不舒服。
非常喜歡小動物，常常因為小動物的事而大受打擊。估計體重大概為30～35公斤。
原本在動畫第2季中有想學游泳的意思，卻因雙葉教導不佳而失敗，結果還是討厭游泳。
在動畫第2季量身高時，雖然嘴上說不在意身高，卻把髮型弄高，可見其實非常在意。利用栗山老師犯傻的機會，讓她把身高紀錄得比實際高。
在4月1日愚人節構思要如何扯謊整人，結果被雙葉和三葉誤會，因為看上去像是頭痛，結果當天戒心很重，認為別人都想整她，雖然很小心，但還是被整了。
不怕熱，即使在夏天喝熱茶、穿長袖衣也沒關係。
高興時會從鼻孔噴出氣。在一次拿到全力PINK的簽名時，因為高興像往常從鼻孔噴出氣時，不小心噴出鼻涕（因為當時她感冒）毀了簽名。
臉頰的柔軟度足以媲美真正的胸部，摸起來就像是胸部的觸感。臉上長出痘痘的臉頰，看上去就像胸部。

### 三姊妹的同學

#### 杉崎組
杉崎美空（聲：斋藤千和）
富家女，自稱最討厭三葉，也總是將三葉視作競爭對手。其實很在意三葉，經常以手機偷拍三葉的裙底春光，有跟蹤三葉的習慣而被三葉稱為跟蹤狂。手機內存有大量三葉的照片，甚至連電腦內也有大量的三葉照片。對自己的貧乳很在意，也曾嘗試過很多種豐胸方法，自稱穿成人內衣。容易迷路。極愛炫燿，有點暴發戶的傾向。
比起電腦，更在意偷拍三葉的照片。
因為跟吉岡、宮下、三葉解開了討厭她的誤會，原本要拿情人節巧克力的回禮，但被松岡拿走，因為太激動而衝到松岡嘴邊，把松岡嘴邊的餅乾屑吃掉，被松岡誤會；而吉岡也誤解了美空的意思，但是美空非常感動、也覺得那餅乾很好吃。
非常疼愛弟弟龍太。
吉岡有希（聲：豐崎愛生（日本）；蕭秀玲（台灣））
討厭爭吵，喜歡戀愛的話題。眉毛很粗，眉毛剃光以後很快長回來。想像力豐富，能把普通的事想成跟戀愛有關。粗眉毛是遺傳到父親。
宫下（聲：大原桃子）
杉崎的好朋友。O型，巨蟹座，興趣是打籃球，參加地區的籃球隊。6年3班唯一的正常人，自己還不知道愛照顧人的優點之後會給她帶來麻煩。是班上女生身高最高的人，經常被同學叫錯姓氏。把髮夾拿掉後，沒有人認得出來；但是只要一夾上髮夾，就沒有人認不出來。毛筆字寫得不錯。覺得一葉喜歡特攝英雄片的興趣很可愛。
非常關心一葉，也很想和一葉成好朋友，也為此做出很多努力，卻常做出會被誤會的動作，常常一個不小心就傷到一葉，也因此常被一葉討厭，似乎無法理解為何被一葉討厭。因為想與一葉親近的關係，做出會被誤會的動作，而被當成變態（其實只是太激動、太想跟一葉當朋友）。
身高持續長高中，被一葉羨慕著。原本一葉要詢問她「靠吃什麼活著」，但一葉說成「為什麼還活著」，因而她傷心地跑走了。
松岡咲子（聲：叶山郁美）
靈異事件的愛好者。對一葉有極大的誤解，誤以為一葉具有靈媒體質，也因此曾被一葉認為是百合向。只知道一葉的姓氏，不知道一葉的名字。

#### 佐藤和千葉
6年3組出場最多的兩個男子。從小時已經認識，和三胞胎最初有來往。
佐藤信也（聲：三瓶由布子（日本）；巫玉羚（台灣））
在女生當中人氣非常高。跟雙葉感情不錯，是青梅竹馬。因為千葉的關係，被三葉誤認為變態，并因此被很多女生認定是變態。相當在意雙葉，亦因為雙葉而被他的媽媽誤認為變態而常被趕出家門。對“喜歡佐藤到不行隊”的跟蹤行為很抗拒及反感。足球很厲害，被譽為鴨橋小學最佳射手，據說2歲就開始接觸足球。常被迫做一些奇怪的事，當做這些事時一定會被人看到並被誤會。
因為和雙葉的爸爸很像（小學時），害羞但很溫柔，而被雙葉喜歡。
千葉雄大（聲：山本和臣（日本）；蕭秀玲（台灣））
有著異常強烈慾望的健康男生，在女生當中人氣卻不怎樣。曾經瞥了一眼一葉的H書刊，跑去拜託一葉借他看，結果一葉不願意，打算用暴力強取，結果失敗。佐藤的超級損友，一直想讓佐藤走上變態之路并屢次陷害。經常構思很H的「招式」來讓女生走光，例如快手掀裙、快手解開胸罩。經常使用其母親的內衣構思招式。
在動畫第2季中扮演聖誕老人，給龍太送禮物，為了使龍太信服為真正的聖誕老人，而穿上美空的新內褲（因為聖誕老人裝只有女裝），而後將自己穿過的新內褲送給美空當聖誕禮物，美空不得已只好當著大家的面穿上（三葉慫恿）。

#### 喜歡佐藤到不行隊
猛烈地喜歡佐藤的3人組。略称「不行隊」、「SSS隊」等。小学2年級的時侯結成。本人們自稱「喜歡佐藤到不行隊」。正警戒著其他的女子對佐藤接近的事情，而且對於佐藤跟蹤者的行動是每天的功課 。
绪方爱梨（聲：茅原实里）
“喜歡佐藤到不行隊”隊長，被稱為“小緒”，有個當警察的哥哥。把和佐藤關係很好的雙葉當成是競爭對手。因為聽信雙葉「佐藤喜歡內褲」的話，從此憎恨內褲而不再穿內褲。為了佐藤，天天練習足球。在某次與佐藤等人玩足球時，聽到有人形容佐藤為「與其說和球是朋友，不如說和球是戀人」，因而大發醋勁展現了高超球技，但是十分亂來，不過佐藤也因此誇獎她控球技術很好。基本上只要聽到佐藤喜歡什麼，就會很討厭那樣東西。
伊藤诗织（聲：井口裕香）
“喜歡佐藤到不行隊”隊員，聽從愛梨。骨子裏陰險腹黑，有獨佔佐藤的意欲，甚至可以為此不顧愛梨，比起友情更重視佐藤。
加藤真由美（聲：内田彩）
“喜歡佐藤到不行隊”隊員，算是隊伍中比較有常識性的一個人。喜歡佐藤，但也同時重視友情。尤其是愛梨不穿內褲期間，經常擔心她的走光並得幫她掩飾，而無暇顧及佐藤。

#### 其他女生
虻川（聲：山村響）
沼南（聲：内田彩）
加茂（聲：五十嵐裕美）
今羽（聲：山川朋美）

#### 其他男生
田渕（聲：山村響）
犬口（聲：森谷里美）
三好（聲：山川朋美）
本庄（聲：森谷里美）
深谷（聲：葉山郁美）
赤羽（聲：内田彩）
倉野（聲：五十嵐裕美）
桶川（聲：高森奈津美）
上野（聲：五十嵐裕美）

#### 6年1班
小金井（聲：田村睦心）
鴨橋小学6年1班的學生。後來成為學校的學生會長。
高橋（聲：高森奈津美）
6年1班的學生。

### 鴨橋小學教師
矢部智（聲：下野紘（日本）；鍾少庭（台灣））
6年3班的班主任，被稱為“小矢”。很在意栗山老師。雖然是個真心為學生們著想的好老師，卻不是很擅長和班上同學相處。常常誤會一葉，喜歡特攝片并收藏大量周邊，同時也藏有大量H書。被包括栗山老師、校長甚至草次郎誤認為是變態老師，並被草次郎痛毆。已經習慣一葉在抑鬱時躲到他桌下的動作，還會自然讓開、讓一葉躲進桌下。害怕蟑螂。在聖誕夜那天，因為打擊太大，而自己準備一個栗山老師的假人，與假人共度聖誕夜；而後因為草次郎在聖誕夜會晚點回家，而被一葉打電話找來扮聖誕老人，之後卻又因為衣服被雙葉拉著，只剩下一條內褲，被草次郎當成變態並痛扁了一頓。在地震防災訓練中，因為幻想火勢的濃煙即將襲來，為了遮住口鼻，將手中的一葉當成布來遮著，但因為表情太猥褻，被栗山老師當成變態。常常被當成變態教師，而被冠上許多奇怪的稱號。
海江田老師（聲：寺田はるひ）
6年1班的班主任。把茶褐色的長髮捲成結。被學生稱為「三十路」。29歲。認為6年3班果然是變態班級。個性認真，說到做到（操場跑五十圈）。在代6年3班的課時，因為看到雙葉素描本上寫的字而唸出來，鬧了不少事件：像是自己跑操場五十圈，快要到終點時看到雙葉的素描本上寫著「我開動了」而唸出來，而對象剛好是佐藤，結果被佐藤親衛隊攻擊。
上完6年3班的課後，非常討厭6年3班。
栗山爱子（聲：斋藤桃子）
遲鈍的眼鏡娘，天然呆，學校的保健老師，被暱稱“小栗”。不戴眼鏡的時候會幾乎什麼都看不到，而且會把穿紅衣服的人看成全身是血。練就“繃帶包扎技”，但是繃帶包得不怎麼好，還會給人造成困擾。有些在意矢部老師，並為矢部老師的變態屬性傷心難過。
野田校長（聲：高岡瓶瓶）
校長。55歲。

### 主要人物的家族

#### 丸井家
丸井草次郎（聲：天田益男（日本）；蘇振威（台灣））
丸井三姐妹的老爸，被小時候的三姐妹所喜愛，但三姐妹長大後則成為被三葉討厭、被雙葉喜歡、被一葉無視的可憐老爸。是個長得很像變態的老爸，常因為太過於關心女兒而做出奇怪的舉動（爬學校圍牆偷窺校內等），時常被警察帶到警察局喝茶。非常疼愛女兒。把頭上的毛全部剃掉後，不像變態，反而像私人保鑣；但本人無自覺，以為這樣很清爽。在教學觀摩日當天，因為三葉和雙葉的文章調換了，誤會三葉喜歡他、雙葉討厭他。年輕時長得很像佐藤，皮膚白皙、臉蛋帥氣、一表人才；但似乎是在有了孩子後，就開始變黑、變胖。興趣是看棒球賽。與一葉參加親子2人3腳時，發生了些意外，導致自己衣服也破了、只剩下內褲，更在比賽結束得到第一名時，內褲不知為何退到膝蓋，又再一次被當成變態，也因此又被一葉嚷著請把他抓到警局；原本可以藉由親子2人3腳比賽來增進親子關係，但綜合上述所發生之事而失敗。
丸井祖母
丸井三姐妹的奶奶。
乳房
丸井家飼養的小貓。

#### 杉崎家
杉崎麻里奈（聲：井上喜久子）
杉崎美空的媽媽，巨乳。乍看之下是個完美的女性，同時很吸引不同年齡段男性的眼光，因此被美空深感不放心，尤其在海灘時美空更是與其寸步不離。對奇異的人和事極感興趣。有著超M屬性。對三葉的超S屬性抱持濃厚興趣和期待，被三葉視為變態母親。
有著一本「原色六年三班奇怪的孩子圖鑑」，對6年3班學生非常感興趣，對於去美空的教學觀摩非常興奮，曾因為太興奮而提早到學校，想要事先見識一下6年3班奇怪的孩子，結果只有三葉符合她的期望；在其中原本認為6年3班學生都是普通的孩子時，看見了被雙葉強制變裝成小學生的草次郎，又認為6年3班果然不同凡響。
跟美空一樣有暴發戶的傾向。
杉崎龍太（聲：髙山ゆうこ）
杉崎美空的弟弟。鴨橋小學一年級生，在班級中似乎很受女生的歡迎。因「正氣戰隊-全力特攻隊」的關係而與一葉熟稔。認為三葉是變態女。似乎喜歡一葉，有著小小的傲嬌屬性。

#### 吉岡家
吉岡紗江子（聲：南央美）
吉岡有希的媽媽，鴨橋小學PTA（家長教師聯合會）會長。個性拘謹認真，但是遇到老公性格就變得溫順柔和，與老公感情很好。
吉岡純次（聲：志村知幸）
吉岡有希的爸爸，繪本作家。與紗江子感情很好。他的繪本不被有希喜愛，這件事令他耿耿於懷。

#### 佐藤家
佐藤亞香里（聲：三瓶由布子）
佐藤信也的媽媽，對信也被跟蹤一事顯得小題大作。因雙葉的關係，將信也誤為變態兒而趕出家門。
佐藤政信
佐藤信也的老爸。
佐藤繪理
佐藤信也的姐姐。中学生。劍道部所屬。
夏娃
佐藤家裡養的金魚。

#### 千葉家
千葉和實（聲：山本和臣）
千葉雄大的媽媽，常被兒子偷其內衣/內褲作研發H「招式」。

#### 緒方家
緒方一郎太（聲：梶裕貴）
緒方愛梨的哥哥，警察。溺愛愛梨，有妹控的傾向。

### 其他
乳頭（聲：齋藤桃子）
鴨橋小學6年3班飼養的倉鼠。

### 作品中作品

#### 正氣戰隊-全力特攻隊
（聲：下野紘）
（聲：柿原徹也）
（聲：大原桃子）
（聲：甲斐田幸）
（聲：井口祐一）
長官（聲：高岡瓶瓶）
下司拉剛（聲：山本和臣）
下級怪獸。
犬拉剛（聲：高岡瓶瓶）
皇帝（聲：天田益男）
（聲：志村知幸）
（聲：寺田はるひ）
（聲：森訓久）
螃蟹拉剛（聲：矢部雅史）

## 單行本
| 卷數   | 初版發行日    | ISBN                   | 中文版發行日  | ISBN                   |
| ------ | ------------- | ---------------------- | ------------- | ---------------------- |
| 第1卷  | 2007年1月9日  | ISBN 978-4-253-21241-0 | 2008年5月5日  | ISBN 978-986-10-1409-8 |
| 第2卷  | 2007年6月8日  | ISBN 978-4-253-21242-7 | 2008年5月5日  | ISBN 978-986-10-1410-4 |
| 第3卷  | 2007年10月5日 | ISBN 978-4-253-21243-4 | 2008年5月15日 | ISBN 978-986-10-1411-1 |
| 第4卷  | 2008年3月7日  | ISBN 978-4-253-21244-1 | 2008年6月13日 | ISBN 978-986-10-1621-4 |
| 第5卷  | 2008年9月8日  | ISBN 978-4-253-21245-8 | 2009年1月21日 | ISBN 978-986-10-2588-9 |
| 第6卷  | 2008年12月8日 | ISBN 978-4-253-21246-5 | 2009年4月3日  | ISBN 978-986-10-3011-1 |
| 第7卷  | 2009年5月8日  | ISBN 978-4-253-21247-2 | 2009年8月26日 | ISBN 978-986-10-3792-9 |
| 第8卷  | 2009年12月8日 | ISBN 978-4-253-21248-9 | 2010年4月2日  | ISBN 978-986-10-5027-0 |
| 第9卷  | 2010年6月8日  | ISBN 978-4-253-21249-6 | 2010年8月30日 | ISBN 978-986-10-5981-5 |
| 第10卷 | 2010年9月8日  | ISBN 978-4-253-21250-2 | 2011年2月5日  | ISBN 978-986-10-6456-7 |
| 第11卷 | 2011年2月8日  | ISBN 978-4-253-21276-2 | 2011年8月10日 | ISBN 978-986-10-7471-9 |
| 第12卷 | 2012年9月8日  | ISBN 978-4-253-21277-9 | 2013年7月10日 | ISBN 978-986-324-176-8 |
| 第13卷 | 2013年8月8日  | ISBN 978-4-253-21278-6 | 2014年7月22日 | ISBN 978-986-337-512-8 |
| 第14卷 | 2014年5月8日  | ISBN 978-4-253-21279-3 |               |                        |
| 第15卷 | 2015年3月6日  | ISBN 978-4-253-21280-9 |               |                        |
| 第16卷 | 2015年11月6日 | ISBN 978-4-253-21631-9 |               |                        |
| 第17卷 | 2016年6月8日  | ISBN 978-4-253-21632-6 |               |                        |
| 第18卷 | 2017年2月8日  | ISBN 978-4-253-21633-3 |               |                        |
| 第19卷 | 2017年10月6日 | ISBN 978-4-253-21634-0 |               |                        |

## 電視動畫
第一季於2010年7月至9月在CBC、MBS、TOKYO MX、AT-X、BS11放送，全13話。第二季『超元氣3姊妹 增量中!』於2011年1月至2月在除CBC以外的第一季放送局放送，全8話。

### 工作人員
- 原作：「超元气三姐妹」樱井纪雄（週刊少年Champion连载）
- 導演：太田雅彦
- 系列构成：青島崇
- 人物设定、總作畫指導：大隈孝晴
- 美術總監：鈴木俊輔
- 色彩設定：井上秋子
- 攝影指導：田澤二郎
- 剪接：小野寺繪美
- 音響總監：蝦名恭範（えびなやすのり）
- 原創音樂：三澤康廣
- 音乐制作：Lantis
- 監製：鳥羽洋典、伊藤善之、八木拓雄、南寬将、和田洋介
- 动画制作：bridge
- 出品：《超元氣3姊妹》製作委員会（Aniplex、Lantis、秋田書店、AT-X、COSPA）

### 主題曲

#### 第1期
片頭曲
作詞：畑亞貴
作曲．編曲：前山田健一
歌：三葉（高垣彩陽）、雙葉（明坂聰美）、一葉（戶松遙）
片尾曲
作詞．作曲：
編曲：marble
歌：
- 「藍色多瑙河」（第9話）

插入曲
- （第7話）

作詞．作曲：遠藤正明
編曲：菊谷知樹
歌：遠藤正明
- （第8話）

作詞．作曲．編曲：前山田健一
歌：雙葉（明坂聰美）
- 「莫札特鋼琴奏鳴曲K.545第一樂章 」（第9話）

- （第13話）

作詞．作曲．編曲：前山田健一
歌：矢部智（下野紘）、雙葉（明坂聰美）

#### 第2期
片頭曲
作詞・作曲：前山田健一
歌：三葉（高垣彩陽）、雙葉（明坂聡美）、一葉（戸松遥）
- （第1話）

作詞・作曲：遠藤正明
編曲：菊谷知樹
歌：遠藤正明
片尾曲
作詞：島田カイエ
作曲・編曲：corin.
歌：のみこ
- （第1話）

作詞・作曲：遠藤正明
編曲：編曲
歌：遠藤正明
- 与主亲近（第4話）

- 阿莱城的姑娘第二组曲“法朗多尔舞曲”（第7話）

### 各話標題
| 話數                         | 日文標題             | 中文標題                             | 劇本                             | 分鏡                       | 演出                         | 作畫監督                              |
| 超元氣3姊妹（第1期）         | 超元氣3姊妹（第1期） | 超元氣3姊妹（第1期）                 | 超元氣3姊妹（第1期）             | 超元氣3姊妹（第1期）       | 超元氣3姊妹（第1期）         | 超元氣3姊妹（第1期）                  |
| ---------------------------- | -------------------- | ------------------------------------ | -------------------------------- | -------------------------- | ---------------------------- | ------------------------------------- |
| 第1話                        |                      | 丸井家！好孩子 坏孩子 可怕的孩子！！ |                                  | 太田雅彥                   | 太田雅彥                     | 大隈孝晴                              |
| 第2話                        |                      | 三姐妹停不下来                       | 太田雅彦                         | 荒井省吾                   | 橋口隼人                     |                                       |
| 第3話                        |                      | 非常可疑的人                         | 子安秀明                         | 大久保政雄                 | 大久保政雄                   | 川島尚                                |
| 第4話                        |                      | 胸部和白色小裤裤和敝人               | 杉原研二                         | 誌村宏明                   | 矢花馨                       | 西澤信也                              |
| 第5話                        |                      | 胸罩！胸罩！猪！                     | 鴻野貴光                         | 太田雅彦                   | 荒井省吾                     | 斎藤雅和 伊藤大翼 稲吉智重            |
| 第6話                        |                      | 帽子和内裤是戴在头上的！？           | あおしまたかし                   | 山崎隆                     | 矢花馨                       | 橋口隼人                              |
| 第7話                        |                      | 超爱正经到死去活来？                 | 子安秀明                         | 誌村宏明                   | 矢花馨                       | 川元まりこ                            |
| 第8話                        |                      | RUNNER                               | 杉原研二                         | 大久保政雄                 | 大久保政雄                   | 川島尚 江上夏樹                       |
| 第9話                        |                      | 怪人是圣诞老人                       | 鴻野貴光                         | 太田雅彦 荒井省吾          | 荒井省吾                     | 伊藤大翼 木下和栄                     |
| 第10話                       |                      | 成为×××                              | 子安秀明                         | 山崎隆                     | 矢花馨                       | 橋口隼人                              |
| 第11話                       |                      | 在真正变奇怪前5秒                    | 杉原研二                         | 誌村宏明                   | 小澤一浩                     | 空流邊廣子                            |
| 第12話                       |                      | 无法传递给你                         | 鴻野貴光                         | 黑柳利允                   | 黑柳利允                     | 川元まりこ                            |
| 第13話                       |                      | 丸井家的日常生活                     | あおしまたかし                   | 太田雅彦                   | 荒井省吾 矢花馨 太田雅彦     | 高瀬健一 伊藤大翼 江上夏樹 空流邊廣子 |
| 超元氣3姊妹 増量中!（第2期） |                      |                                      |                                  |                            |                              |                                       |
| 第1話                        |                      | 被盯上的孩子们！日本灭亡倒计时！     | あおしまたかし 太田雅彦          | 太田雅彦                   | 古田丈司 矢花馨 太田雅彦     | 高瀬健一 伊藤大翼 池田有              |
| 第2話                        |                      | 丸井家，再來一杯                     | あおしまたかし 鴻野貴光          | 山崎隆 太田雅彦            | 荒井省吾                     | 空流邊廣子                            |
| 第3話                        |                      | 变态少年少女                         | 杉原研二                         | 青葉讓 太田雅彦            | 青葉讓                       | 橋口隼人 工藤利春                     |
| 第4話                        |                      | 美丽创伤                             | 鴻野青光 子安秀明                | 矢花馨                     | 矢花馨                       | 江上夏樹 空流邊廣子                   |
| 第5話                        |                      | 沉默的教室                           | 鴻野青光 子安秀明 あおしまたかし | 誌村宏明 山崎隆            | 荒井省吾                     | 大庭小枝 空流邊廣子                   |
| 第6話                        |                      | 如果廁所沒開要雪上面不是就行了       | あおしまたかし 子安秀明          | 藤原良二 誌村宏明 太田雅彦 | 大久保政雄                   | 川島尚 中山初絵                       |
| 第7話                        |                      | 三十路萌？                           | 子安秀明 杉原研二 鴻野貴光       | 誌村宏明                   | 德本喜信                     | 橋口隼人 西出努 深野敏彦              |
| 第8話                        |                      | 三姐妹繼續的始終                     | あおしまたかし                   | あおしまたかし 杉原研二    | 誌村宏明 大久保正雄 太田雅彦 | 荒井省吾 矢花馨                       |

### 播放電視台
日本深夜動畫：下文記載的日本国内播放時間使用日本標準時間（UTC+9）表示。因為部分時間标识會採用30小时制，因此請留意这类超过24:00的时间，其實際播放時間為翌日清晨。
| 播放地區                     | 播放電視台           | 播放日期                | 播放時間（UTC+9）          | 所屬電視網           | 備考                 |
| 超元氣3姊妹（第1期）         | 超元氣3姊妹（第1期） | 超元氣3姊妹（第1期）    | 超元氣3姊妹（第1期）       | 超元氣3姊妹（第1期） | 超元氣3姊妹（第1期） |
| ---------------------------- | -------------------- | ----------------------- | -------------------------- | -------------------- | -------------------- |
| 中京廣域圈                   | 中部日本放送         | 2010年7月2日 - 10月8日  | 星期五 26時00分 - 26時30分 | TBS系列              |                      |
| 近畿廣域圈                   | 每日放送             | 2010年7月3日 - 9月25日  | 星期六 27時28分 - 27時58分 | TBS系列              |                      |
| 東京都                       | 東京都會電視台       | 2010年7月4日 - 9月26日  | 星期日 24時00分 - 24時30分 | 独立UHF局            |                      |
| 日本全國                     | AT-X                 | 2010年7月5日 - 9月27日  | 星期一 9時30分 - 10時00分  | CS放送               | 制作局 （有重播）    |
| 日本全國                     | BS11                 | 2010年7月17日 - 10月9日 | 星期六 23時30分 - 24時00分 | BS放送               |                      |
| 超元氣3姊妹 増量中!（第2期） |                      |                         |                            |                      |                      |
| 近畿廣域圏                   | 每日放送             | 2011年1月8日 - 2月26日  | 星期六 26時58分 - 27時28分 | TBS系列              |                      |
| 東京都                       | 東京都會電視台       | 2011年1月9日 - 2月27日  | 星期日 24時00分 - 24時30分 | 独立UHF局            | E!TV範圍             |
| 日本全域                     | AT-X                 | 2011年1月10日 - 2月28日 | 星期一 9時30分 - 10時00分  | CS放送               | 有重播               |
| 日本全域                     | BS11                 | 2011年1月15日 - 3月5日  | 星期六 23時30分 - 24時00分 | BS放送               | ANIME+範圍           |

### DVD、Blu-ray Disc
| 卷數          | 發售日         | 收錄内容               | 規格編號                    |
| ------------- | -------------- | ---------------------- | --------------------------- |
| 超元氣3姊妹 1 | 2010年8月25日  | 第1話、第2話           | ANZX-9701（Blu-ray 限定版） |
| 超元氣3姊妹 1 | 2010年8月25日  | 第1話、第2話           | ANZB-9701（DVD 限定版）     |
| 超元氣3姊妹 1 | 2010年8月25日  | 第1話、第2話           | ANSB-9701（DVD 通常版）     |
| 超元氣3姊妹 2 | 2010年9月22日  | 第3話、第4話           | ANZX-9703（Blu-ray 限定版） |
| 超元氣3姊妹 2 | 2010年9月22日  | 第3話、第4話           | ANZB-9703（DVD 限定版）     |
| 超元氣3姊妹 2 | 2010年9月22日  | 第3話、第4話           | ANSB-9703（DVD 通常版）     |
| 超元氣3姊妹 3 | 2010年10月27日 | 第5話、第6話           | ANZX-9705（Blu-ray 限定版） |
| 超元氣3姊妹 3 | 2010年10月27日 | 第5話、第6話           | ANZB-9705（DVD 限定版）     |
| 超元氣3姊妹 3 | 2010年10月27日 | 第5話、第6話           | ANSB-9705（DVD 通常版）     |
| 超元氣3姊妹 4 | 2010年11月24日 | 第7話、第8話           | ANZX-9707（Blu-ray 限定版） |
| 超元氣3姊妹 4 | 2010年11月24日 | 第7話、第8話           | ANZB-9707（DVD 限定版）     |
| 超元氣3姊妹 4 | 2010年11月24日 | 第7話、第8話           | ANSB-9707（DVD 通常版）     |
| 超元氣3姊妹 5 | 2010年12月22日 | 第9話、第10話          | ANZX-9709（Blu-ray 限定版） |
| 超元氣3姊妹 5 | 2010年12月22日 | 第9話、第10話          | ANZB-9709（DVD 限定版）     |
| 超元氣3姊妹 5 | 2010年12月22日 | 第9話、第10話          | ANSB-9709（DVD 通常版）     |
| 超元氣3姊妹 6 | 2011年1月26日  | 第11話、第12話         | ANZX-9711（Blu-ray 限定版） |
| 超元氣3姊妹 6 | 2011年1月26日  | 第11話、第12話         | ANZB-9711（DVD 限定版）     |
| 超元氣3姊妹 6 | 2011年1月26日  | 第11話、第12話         | ANSB-9711（DVD 通常版）     |
| 超元氣3姊妹 7 | 2011年2月23日  | 第13話、TV未放送特別編 | ANZX-9713（Blu-ray 限定版） |
| 超元氣3姊妹 7 | 2011年2月23日  | 第13話、TV未放送特別編 | ANZB-9713（DVD 限定版）     |
| 超元氣3姊妹 7 | 2011年2月23日  | 第13話、TV未放送特別編 | ANSB-9713（DVD 通常版）     |

### 相關CD
角色曲目大部分由前山田健一作词或作曲，其次包括yozuca*。
| 名稱                                                                                     | 發售日         | 演唱                                                             | 規格編號  | Oricon最高周排名 |
| 廣播CD                                                                                   | 廣播CD         | 廣播CD                                                           | 廣播CD    |                  |
| ---------------------------------------------------------------------------------------- | -------------- | ---------------------------------------------------------------- | --------- | ---------------- |
| 廣播CD 『超元氣3姊妹廣播CD〜傳說的開始〜』                                               | 2010年5月26日  |                                                                  | LASM-5047 |                  |
| 角色歌曲                                                                                 |                |                                                                  |           |                  |
| TV動畫 『超元氣3姊妹』 角色歌曲 Vol.1 三葉                                               | 2010年8月25日  | 丸井三葉（高垣彩陽）                                             | LASM-4067 | 92               |
| TV動畫 『超元氣3姊妹』 角色歌曲 Vol.2 雙葉                                               | 2010年8月25日  | 丸井雙葉（明坂聰美）                                             | LASM-4068 | 93               |
| TV動畫 『超元氣3姊妹』 角色歌曲 Vol.3 一葉                                               | 2010年8月25日  | 丸井一葉（戸松遥）                                               | LASM-4069 | 91               |
| TV動畫 『超元氣3姊妹』 角色歌曲 Vol.4 杉崎未來                                           | 2010年10月27日 | 杉崎みく（齋藤千和）、丸井三葉（高垣彩陽）                       | LASM-4083 | 142              |
| TV動畫 『超元氣3姊妹』 角色歌曲 Vol.5 松岡咲子                                           | 2010年10月27日 | 松岡咲子（葉山郁美）、丸井一葉（戸松遥）                         | LASM-4084 | 141              |
| TV動畫 『超元氣3姊妹』 角色歌曲 Vol.6 喜歡佐藤到不行隊                                   | 2010年11月24日 | 緒方愛梨（茅原實里）、伊藤詩織（井口裕香）、加藤真由美（内田彩） | LASM-4086 | 167              |
| TV動畫 『超元氣3姊妹』 角色歌曲 Vol.7 乳頭                                               | 2010年11月24日 | 乳頭（齋藤桃子）、栗山愛子（齋藤桃子）                           | LASM-4087 | 178              |
| 其他                                                                                     |                |                                                                  |           |                  |
| WEB廣播 『超元氣3姊妹廣播 3ちゃんねる』 OP主題「まさか三卵性!?」                         | 2010年9月22日  | 丸井三葉（高垣彩陽）、丸井雙葉（明坂聰美）、丸井一葉（戸松遥）   | LASM-4070 |                  |
| TV動畫 『超元氣3姊妹』 劇中劇 『本気戦隊ガチレンジャー』OP主題「本気戦隊ガチレンジャー」 | 2011年1月12日  | 遠藤正明                                                         | LASM-4089 |                  |

#### 歌曲评价
日本动漫杂志曾评价其中两首单曲。对于Vol.1的单曲，认为这首歌的旋律好像一剂猛药，伴随着砰砰作响的硬核吉他和演唱角色三叶咄咄逼人的说唱，三叶的声优高垣彩陽本身是专业的武藏野音乐大学主修声乐毕业，应该是实力超群的歌手，但为了配合角色的性格，特意地唱得用力过猛并且漏掉一些音节，认为如果听起来不舒服，不建议继续听下去，这是一首极端的歌曲；对与Vol.2的单曲，认为这首歌歌词节奏明快，表现了角色双叶对胸部的热爱，几乎每个歌词都带有的谐音。

## 外部連結
- 官方網站 （页面存档备份，存于）（日語）
- これはひとりごとの範疇なの?（作者blog） （页面存档备份，存于）（日語）
- みつどもえ (mitsudomoe325)的X（前Twitter）
- 角色歌曲的介绍信息
  - 超元氣3姊妹 角色歌曲Vol.1 三葉 （页面存档备份，存于）
  - 超元氣3姊妹 角色歌曲Vol.2 雙葉 （页面存档备份，存于）
  - 超元氣3姊妹 角色歌曲Vol.3 一葉 （页面存档备份，存于）
  - 超元氣3姊妹 角色歌曲Vol.4 杉崎未來 （页面存档备份，存于）
  - 超元氣3姊妹 角色歌曲Vol.5 松岡咲子 （页面存档备份，存于）
  - 超元氣3姊妹 角色歌曲Vol.6 喜歡佐藤到不行隊 （页面存档备份，存于）
  - 超元氣3姊妹 角色歌曲Vol.7 乳頭 （页面存档备份，存于）